# Tolbooth (Stonehaven)

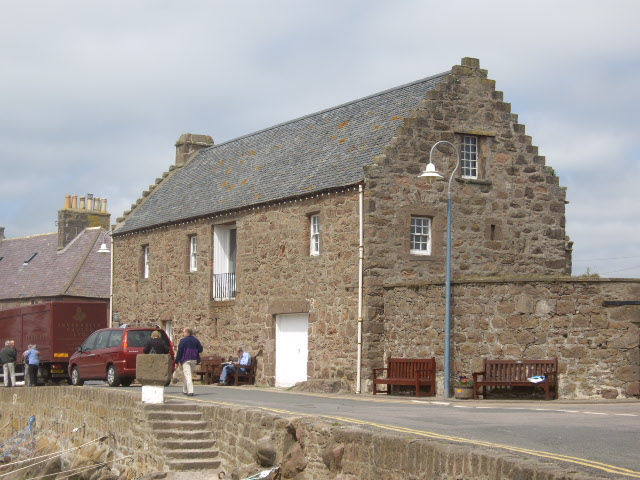
Tolbooth von Stonehaven

Die ehemalige Tolbooth von Stonehaven ist ein zwischenzeitlich als Tolbooth genutztes Gebäude in der schottischen Kleinstadt Stonehaven in der Council Area Aberdeenshire. 1972 wurde das Bauwerk in die schottischen Denkmallisten in der höchsten Denkmalkategorie A aufgenommen.

## Geschichte
George Keith, 4. Earl Marischal ließ das Gebäude im späten 16. Jahrhundert, zu Bauzeiten von Dunnottar Castle, als Speicher errichten. Damit handelt es sich um das älteste erhaltene Gebäude in Stonehaven. Mit dem nahegelegenen ehemaligen Speicher 6 Keith Place befindet sich ein weiterer Speicher der Earls Marischal in der direkten Umgebung. Da es sich zu dieser Zeit um das substanziellste Gebäude in Stonehaven handelte, wurde es ab dem 17. Jahrhundert als Tolbooth mit Justizsaal und Gefängnis genutzt. Nach einem Neubau im Jahre 1767 wurde das Gebäude teilweise wieder seinem ursprünglichen Zweck entsprechend als Speicher für Getreide, Kohle und Kalk verwendet. Heute sind dort ein Restaurant und eine kleine museale Ausstellung eingerichtet.
Im 18. Jahrhundert waren in den Zellen drei örtliche episkopalkirchliche Geistliche inhaftiert, nachdem sie sich verweigert hatten für König Georg II. zu beten. Kinder, die versteckt zur Tolbooth gebracht wurden, tauften sie während ihrer Gefangenschaft heimlich durch das vergitterte Fenster hindurch. Die Szene wurde von dem Maler George Washington Brownlow aufgegriffen und ist Vorlage für ein Bleiglasfenster der örtlichen St James the Great Episcopal Church.

## Beschreibung
Das zweistöckige Gebäude steht am Old Pier am Hafen von Stonehaven. Es weist einen L-förmigen Grundriss auf. Das Bruchsteinmauerwerk besteht im Wesentlichen aus lokalem Sandstein. Die südexponierte, dem Hafen zugewandte Fassade ist asymmetrisch aufgebaut. Die Eingangstüre befindet sich links, während das breite Tor rechts später eingesetzt wurde. Das weite Tor im Obergeschoss wurde zwischenzeitlich zu einem Balkon mit moderner Stahlbrüstung umgestaltet. Die Westfassade ist ähnlich ausgestaltet. An der Giebelfläche führt eine Außentreppe zu der Türe im Obergeschoss. An der Ostseite schließt sich eine geschwungene Mauer an. Die abschließenden Satteldächer sind mit grauem Schiefer eingedeckt und mit Stufengiebeln ausgeführt.